# Henry Stöhr
Henry Stöhr (né le 6 juin 1960) est un judoka est-allemand. Il participe aux Jeux olympiques d'été de 1988 dans la catégorie des poids lourds et remporte la médaille d'argent.

## Palmarès

### Jeux olympiques
- Jeux olympiques de 1988 à Séoul,  Corée du Sud
  -  Médaille d'argent